# Pendragon Castle

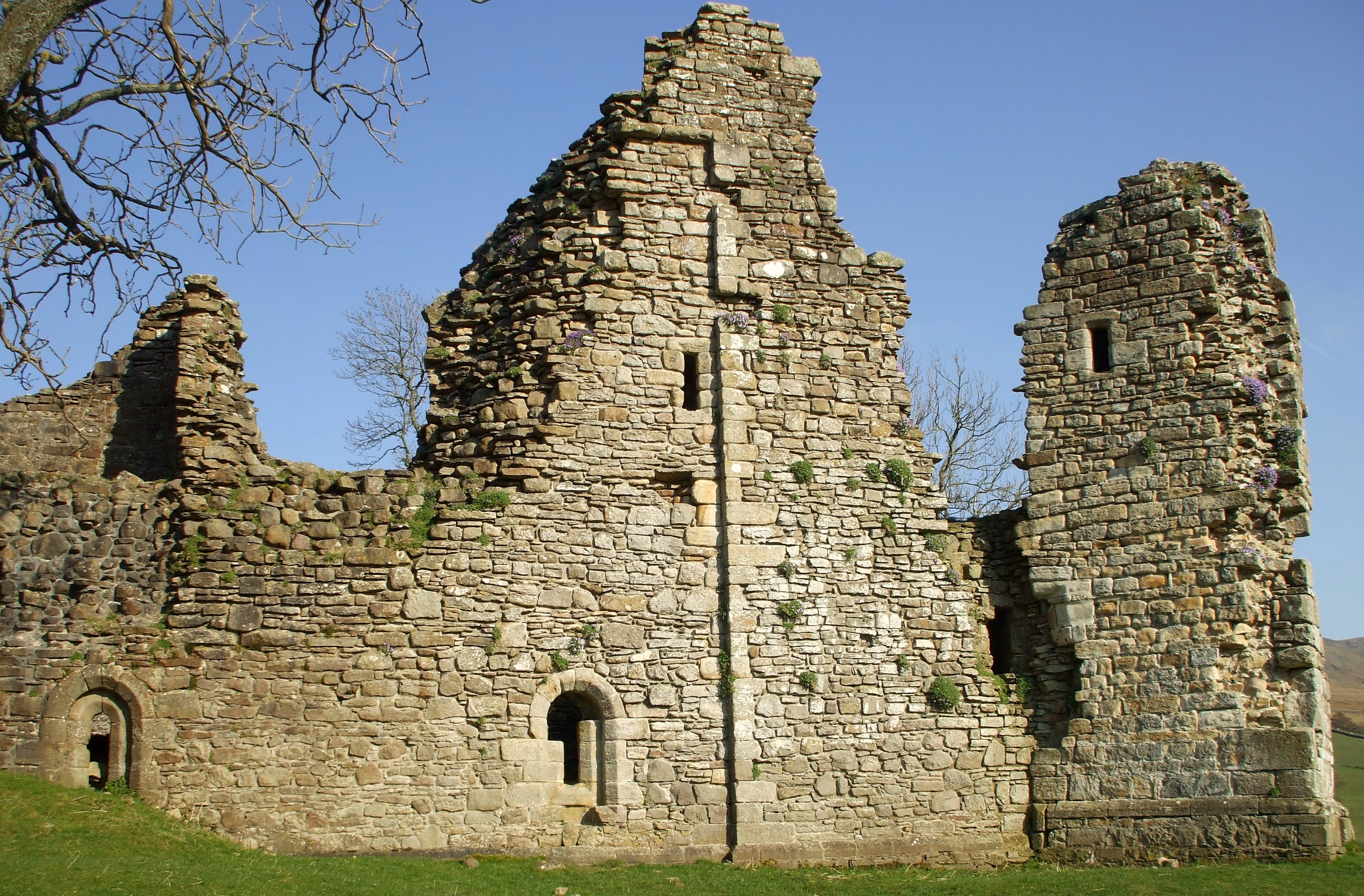
Blick auf Pendragon Castle

Pendragon Castle ist eine Burgruine im Mallerstang-Tal bei Outhgill in der englischen Grafschaft Cumbria. Die Burg steht über einer Flussschleife des Eden, überragt vom Wild Boar Fell im Südwesten und der Mallerstang Edge im Osten. English Heritage hat die Ruine als historisches Gebäude I. Grades gelistet.

## Legende

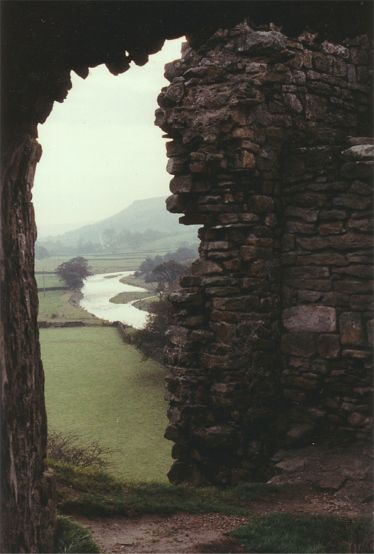
Blick von Pendragon Castle hinunter zum Ufer des Eden

Der Legende nach wurde die Burg von Uther Pendragon, dem Vater von König Artus, erbaut. Er soll ohne Erfolg versucht haben, den Fluss zu teilen, um einen Burggraben zu schaffen, wie es ein bekannter lokaler Zweizeiler erwähnt:
Let Uther Pendragon do what he can,

Eden will run where Eden ran.

(dt.: Lass Uther Pendragon tun, was er kann,

der Eden wird dort fließen, wo er immer schon geflossen ist.)

Uther Pendragon war – sollte er jemals tatsächlich existiert haben – möglicherweise ein Häuptling aus dem 5. Jahrhundert, der den Widerstand gegen die eindringenden Angelsachsen anführte. Nach einer anderen lokalen Legende sollen Uther Pendragon und viele andere Männer gestorben sein, als die Angelsachsen den Brunnen vergifteten (aber eine andere Legende gibt St. Albans als Sterbeort an). Es gibt viele weitere Orte in Cumbria, die mit der Artus-Sage verbunden sind, z. B. König Artus’ Tafelrunde bei Penrith. Viele Namen im englischen Nordwesten, wie z. B. Penrith und Cumbria sind keltischen Ursprungs.

## Geschichte

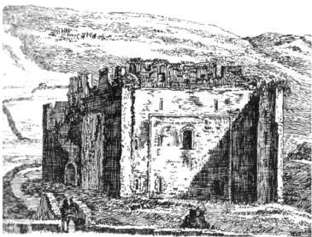
Pendragon Castle um 1740

Entgegen der Legende (und der Entdeckung einer römischen Münze) gibt es keinen Beweis für eine vornormannische Nutzung dieses Geländes. Die Burg ließ Ranulph le Meschin im 12. Jahrhundert, während der Regentschaft von William Rufus bauen. Es gibt Reste eines normannischen Donjons; im 14. Jahrhundert wurden ein Aborttürmchen angebaut und im 17. Jahrhundert einige weitere Gebäude.
Einer der bekanntesten Besitzer der Burg war Sir Hugh de Morville, Lord of Westmorland, einer der vier Ritter, die 1170 Thomas Beckett ermordeten. Ein nahegelegener Gipfel der Mallerstang Edge ist nach ihm benannt, der Hugh Seat. Eine weitere Besitzerin war Lady Ideona de Veteripont, die nach dem Tod ihres Gatten Roger de Lilburn viele Jahre ihres restlichen Lebens bis zu ihrem Tod 1334 auf der Burg wohnte. Lady Ideona stiftete etwa 1311 die nahegelegene Marienkirche im Dorf Outhgill.

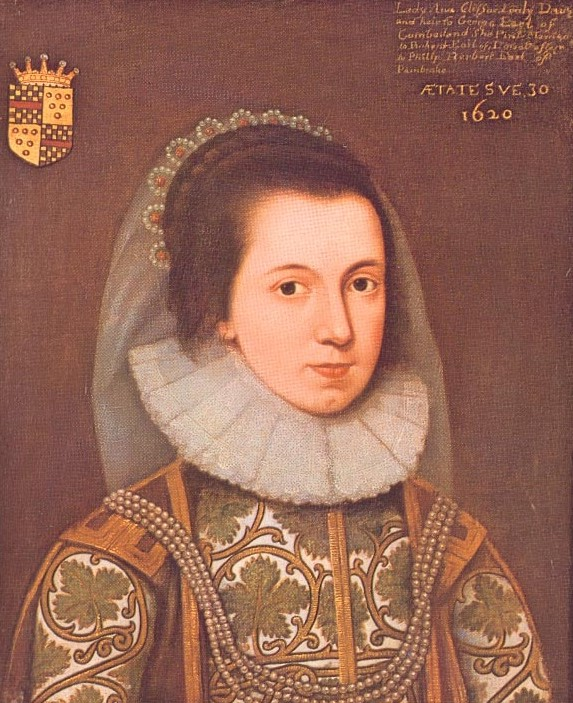
Lady Anne Clifford

Die Burg wurde von marodierenden schottischen Soldaten 1342 und nochmals 1541 angegriffen. Nach der letztgenannten Attacke blieb sie eine unbewohnbare Ruine, bis sie in die Hände von Lady Anne Clifford kam, die sie 1660 wieder aufbauen und ein Brauhaus, ein Backhaus, Stallungen und eine Remise hinzufügen ließ. Pendragon Castle blieb unter ihren vielen Burgen eine ihrer Lieblingsburgen bis zu ihrem Tod 1676 im Alter von 86 Jahren.
Lady Annes Nachfolger, der Earl of Thanet, hatte keine Verwendung für die Burg und ließ alles von Wert daraus entfernen, auch die bleierne Dacheindeckung. Bis in die 1770er-Jahre war der größte Teil des Gebäudes oberhalb des 2. Obergeschosses eingestürzt und verfiel dann weiter bis zur heute zu sehenden, romantischen Ruine.
In den letzten Jahren wurden ein Teil des Schutts beseitigt, eine Sicherung der bröckelnden Mauern durchgeführt und von der archäologischen Abteilung der Universität von Lancaster begrenzte Ausgrabungen unternommen und die Ergebnisse 1996 veröffentlicht.
Die Burgruine ist heute in privaten Händen und liegt auf landwirtschaftlich genutztem Gelände. Aufgrund des schlechten Zustandes der Burgmauern ist sie nicht öffentlich zugänglich, aber ein Schild am Eingang zeigt an, dass Renovierungsarbeiten durchgeführt und der Zugang anschließend wieder gestattet werden soll.